# Детское имя
Детское имя (кит. 乳名 жумин или кит. 奶名 наймин — «молочное имя», кит. 儿名 эрмин — «детское имя», кит. 小名 сяомин — «малое, неофициальное имя») в странах Восточной Азии — неофициальное имя, использующееся только домашними в кругу семьи.

## Краткие сведения
Китаец получает молочное имя при рождении наряду с «истинным именем» мин и сохраняет его на протяжении жизни. По детскому имени к человеку обращаются родственники, друзья и соседи.
Согласно древним народным поверьям, назначением детского имени был обман злых духов. Суеверные люди нарекали своих детей нарочито неказистыми, неблагозвучными именами, полагая, что зло не польстится, и ребенок не заболеет. Такие имена-обереги известны как «имена, удерживающие душу» (定魂名). Из-за обилия таких неблагозвучных имён Министерство юстиции КНР выпустило ограничение: «Запретить использовать в именах детей, и даже в „молочных“ именах иероглифы: „проклятие“, „труп“, „экскременты“, „разврат“, „совращение“, „злоба“, „геморрой“, „содержанка“, „рак“ (заболевание) и прочие».
С целью уберечь ребенка могли прибегнуть к помощи гадалки: если, к примеру, согласно предсказанию, человеку надо было опасаться пожара, то в имени должны были быть иероглифы, содержащие понятие «вода». И наоборот — того, кому суждено утонуть, нарекали именем со значением «огонь», «пожар» или «спички».
Часто родители, чтобы уберечь детей, давали им детские монашеские имена-обереги, как буддийские, так и даосские. Для этого ребёнка делали номинальным монахом (寄名道士, 寄名和尚): он был должен до 12 лет носить монашескую одежду, но не обязан был соблюдать устав и самосовершенствоваться.
В наши дни неблагозвучных или бранных детских имен, как правило, не дают. При выборе молочного имени современные родители могут исходить из различных посылок. Часто детское имя подчёркивает какую-то особенность ребёнка (например, Хэйятоу — «черномазая») или содержит в себе какое-то пожелание. В имени часто используются ласкательные поэтические слова.
При поступлении в школу ребёнок в старом Китае получал школьное имя (学名, сюэмин), которое ему давали родители или учитель — это было официальное личное имя для регистрации в документах. Многие исторические личности известны нам по их ученическим именам — в таком случает официально данное имя-мин указывается как «изначальное имя» (原名) или «первое имя» (本名). В современном Китае ученические имена не дают.

## Япония
Китайский обычай детских имён закрепился в Японии в результате реформ императора Сага 814 года, заимствовавших достижения китайской культуры. Вслед за императорской семьёй такие имена стали давать своим детям японские аристократы и простолюдины. Детское имя получалось путём добавления уничижительного компонента -мару: Тидакарамару, Ковакамару, Усивакамару и т. д. В XII—XVII вв. под влиянием конфуцианства детям стали давать имена с морально-положительным значением, часто путём добавления компонентов дзю «долголетие», току «добродетель» и других: Сёдзюмару («сосна» и «долголетие»), Тиёмару («тысяча» и «поколение»), Коёмару («счастье» и «поколение»). Традиция имянаречения детскими именами просуществовала вплоть до революции Мэйдзи 1868 года.